# Кызылкаин
Кызылкаин (каз. Қызылқайың, до 1997 г. — Сырдарьинский) — село в Чиилийском районе Кызылординской области Казахстана. Входит в состав Ортакшылского сельского округа. Код КАТО — 435267500.

## Население
В 1999 году население села составляло 230 человек (144 мужчины и 86 женщин). По данным переписи 2009 года, в селе проживало 229 человек (119 мужчин и 110 женщин).